# The Frustrated
The Frustrated – dziewiąty album japońskiego zespołu Glay wydany 24 marca 2004 roku przez Toshiba EMI.

## Lista utworów
1. High Communications - 4:13
2. The Frustrated - 3:47
3. All I Want - 4:30
4. Beautiful Dreamer - 4:30
5. Blast - 4:23
6. Ano Natsu Kara Ichiban Tooi Basho (jap. あの夏から一番遠い場所) - 5:41
7. Mugen no déjà vu Kara (jap. 無限のdéjà vuから) - 4:18
8. Toki no Shizuku (jap. 時の雫) - 7:23
9. Billionaire Champagne Miles Away - 3:38
10. Coyote, Colored Darkness - 3:36
11. Bugs in My Head - 3:43
12. Runaway Runaway - 4:11
13. Street Life - 5:43
14. Minamigochi (jap. 南東風（みなみごち）) - 5:20